# Feuerwehr Offenbach am Main
Die Feuerwehr Offenbach am Main besteht aus einer Berufsfeuerwehr, drei Freiwilligen Feuerwehren, einer gemeinsamen Jugendfeuerwehr und drei Kinderfeuerwehren. Dem Leiter der Berufsfeuerwehr untersteht die gesamte Feuerwehr mit allen Teileinheiten.

## Geschichte

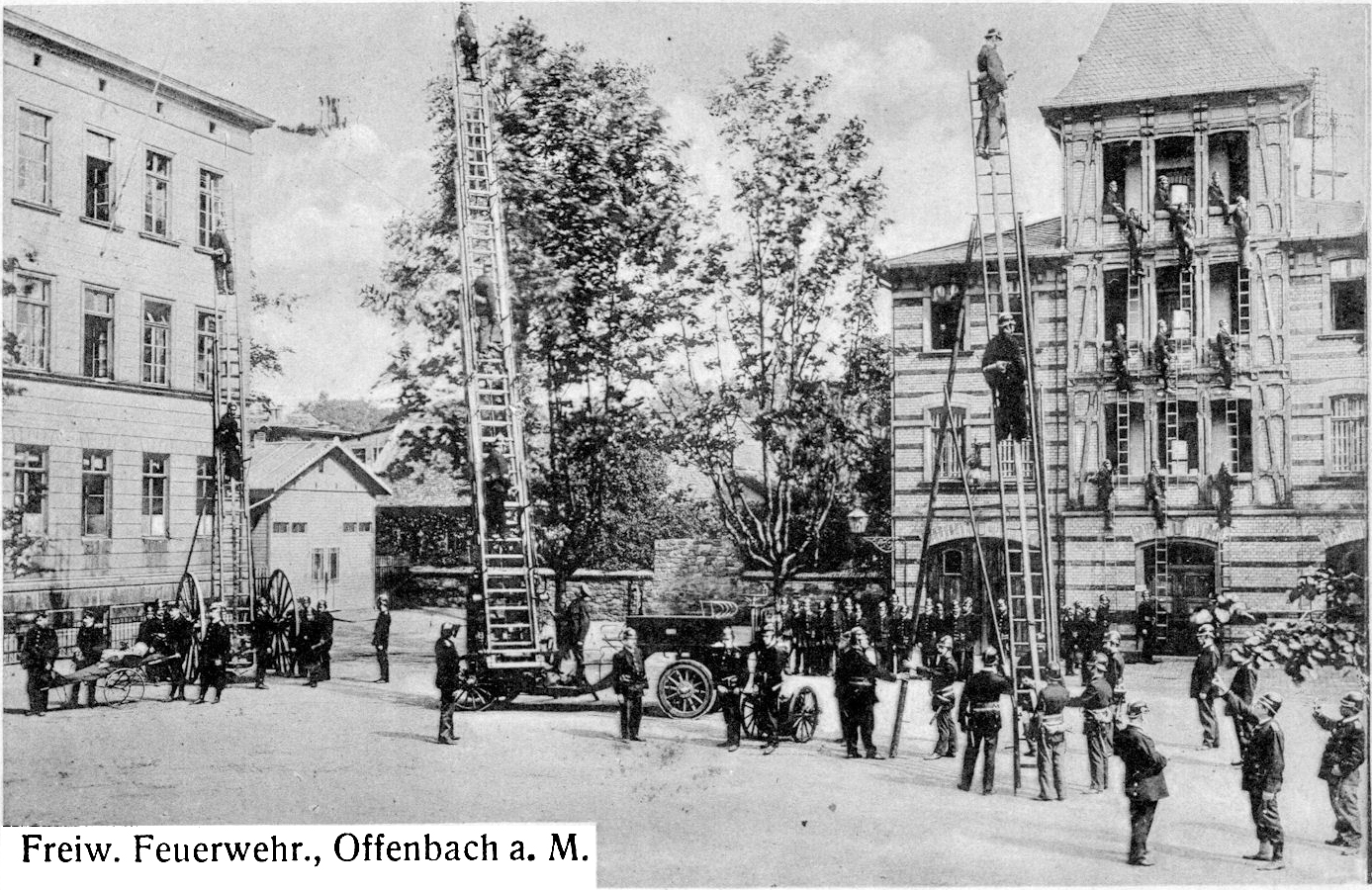
Freiwillige Feuerwehr Offenbach am Main bei einer Übung (1903)

Am 4. Februar 1845 wurde durch die Turner eine erste Feuerwehr in Offenbach gegründet. 1921 wurde diese Freiwillige Feuerwehr zur Berufsfeuerwehr. Die heutigen Freiwilligen Feuerwehren kamen durch Eingemeindungen hinzu: 1938 Bieber sowie 1942 Rumpenheim und das dazugehörige Waldheim. Die 1908 bei der Eingemeindung Bürgels dort noch bestehende Freiwillige Feuerwehr existiert heute nicht mehr.
Die gemeinsame Jugendfeuerwehr wurde 1983 gegründet und hat ihr Domizil im alten Rumpenheimer Feuerwehrhaus, welches sich in einem Seitengebäude des Rumpenheimer Schlosses befindet.

## Berufsfeuerwehr
Die Berufsfeuerwehr verfügt über eine Wache, die geographisch zentral im Stadtgebiet liegt. Der aus den 1960er Jahren stammende Bau wurde 2005 um zwei Boxen erweitert. Bei der Gelegenheit wurden zudem zwischen Ende 2007 und Mitte 2008 die handbetätigten straßenseitigen Tore der alten Fahrzeugboxen durch neue, elektrische Tore ersetzt, die alten blinkenden Warnlampen über den Toren wurden durch weit hin sichtbare orange Blitzleuchten ersetzt. Diese Leuchten sollen den Verkehr vor den ausrückenden Fahrzeugen warnen.
Für die Unterbringung des Kranfahrzeugs wurde Mitte 2008 eine neue Halle im hinteren Bereich des Grundstücks gebaut.

## Freiwillige Feuerwehr
Im Stadtgebiet gibt es aktuell drei ehrenamtliche Einheiten der Feuerwehr, bei denen es sich gemäß hessischem Brandschutzgesetz (HBKG) um rechtlich unselbstständige Einrichtungen der Gemeinde handelt. Diese drei Ortsteilfeuerwehren werden jeweils von einem Wehrführer geleitet, der dem Amtsleiter in seiner Funktion des Leiters der Feuerwehr Offenbach am Main untersteht. Alle drei Feuerwehrhäuser der Freiwilligen Feuerwehren liegen in Stadtteilen östlich der Innenstadt. Neben den üblichen Aufgaben der Feuerwehr (Brandbekämpfung und technische Hilfeleistung) deckt jede der drei Freiwilligen Feuerwehren ein Spezialgebiet ab.

### Bieber
Das Feuerwehrhaus der Freiwilligen Feuerwehr Offenbach am Main-Bieber am Feuerwehrplatz 1 wurde Anfang der 1980er Jahre errichtet und verfügt über fünf Boxen. In den letzten Jahren wurde zusätzlich eine zweiständige Halle auf dem Gelände errichtet. Die Freiwillige Feuerwehr Bieber stellt den GABC-Zug der Stadt Offenbach.

### Rumpenheim
Die Freiwillige Feuerwehr Offenbach am Main-Rumpenheim wurde 1872 gegründet. Neben Brandbekämpfung und technischer Hilfeleistung ist die Rumpenheimer Feuerwehr für das Gebiet „Wassergefahren“ zuständig und betreibt mit zwei Booten die Wasserrettung zusammen mit der Berufsfeuerwehr.
Das heutige Feuerwehrhaus wurde 2010 bezogen und befindet sich am Mainzer Ring – kurz hinter der Grenze auf Bürgeler Gemarkung. Von 1981 bis 2010 war die Feuerwehr im Kopfbau eines Nebengebäudes des Rumpenheimer Schlosses in der Rumpenheimer Schlossgasse 1 untergebracht und verfügte dort über drei Boxen. Neben der schwierigen Verkehrssituation im alten Ortskern war jedoch auch das Platzangebot für Fahrzeuge, Gerät und Schutzkleidung sehr stark eingeschränkt, so dass das ältere, zweiständige Feuerwehrhaus in der Prinz-Georg-Straße weiterhin als Depot für ein Boot, ein Fahrzeug und verschiedene Einsatzgeräte dienen musste. Sehr viel früher gab es zeitweise parallel eine öffentliche Feuerwehr und eine Schlossfeuerwehr; die öffentliche Feuerwehr war in einem Gebäude in der Landgraf-Friedrich-Straße untergebracht.

### Waldheim
An der Mühlheimer Straße, einer der Haupteinfallsstraßen nach Offenbach am Main und direkt an der Stadtgrenze zu Mühlheim am Main liegt das Feuerwehrhaus der 1912 gegründeten Freiwilligen Feuerwehr Offenbach am Main-Waldheim. Das Feuerwehrhaus wurde 2004 bezogen. Die ehemals vierständige Fahrzeughalle wurde 2007 um eine Box erweitert. Im alten Feuerwehrhaus in der Straße Im Gartenfeld befindet sich heute das Lager der Feuerwehr Offenbach, nachdem es 2004 bis 2010 von der Jugendfeuerwehr als zentrales Domizil genutzt wurde. Die Sonderaufgaben der Waldheimer Feuerwehr sind die Stellung einer IuK-Gruppe, zu der u. a. der Betrieb des Offenbacher ELW 2 gehört, sowie das Betreiben der Sandsackfüllmaschine und deren Betriebsorganisation.

## Jugendfeuerwehr
Die gemeinsame Jugendfeuerwehr der drei Freiwilligen Ortsteilfeuerwehren wurde 1983 gegründet und ist in Rumpenheim in einem Seitengebäude des Rumpenheimer Schloss untergebracht, welches zuvor von der Feuerwehr Rumpenheim genutzt wurde. Da Offenbach am Main eine kreisfreie Stadt ist und es im Stadtgebiet nur eine Jugendfeuerwehr gibt, ist der Leiter dieser Jugendfeuerwehr gleichzeitig der Stadtjugendfeuerwehrwart. Er untersteht, wie auch die Wehrführer der Ortsteilfeuerwehren, dem Leiter der Berufsfeuerwehr.